# Gas (film)
Gas est un cartoon de la série Private Snafu réalisé par Chuck Jones et sorti en mai 1944. Bugs Bunny y fait une brève apparition dans le sac du soldat Snafu.